# Pie suore della Redenzione
Le Pie Suore della Redenzione sono un istituto religioso femminile di diritto pontificio: le suore di questa congregazione pospongono al loro nome la sigla S.R.

## Storia
La congregazione fu fondata da Anna Figus: visitando il reparto celtico della clinica dermosifilopatica di Cagliari, incontrò un gruppo di ex prostitute e iniziò a progettare un'opera per il loro recupero.
Il 6 aprile 1935, presso la casa di Nostra Signora di Bonaria di Cagliari, la Figus, insieme con tre compagne, vestì l'abito religioso dando inizio alla congregazione.
La prima filiale fu aperta nel 1939 e nel 1949 si ebbe la prima fondazione fuori dalla Sardegna (Villa Mater Admirabilis a Roma, dove l'anno successivo fu trasferita la casa generalizia); nel 1976 le suore iniziarono a dedicarsi all'apostolato in terra di missione (India e Brasile).
L'istituto ricevette una prima approvazione pontificia nel 1949 e il decreto di lode il 1º luglio 1961.

## Attività e diffusione
Le suore si dedicano al recupero spirituale e umano delle ex prostitute, all'assistenza a detenuti ed ex detenuti, tossicodipendenti e madri nubili e ad altre opere di prevenzione e promozione umana.
Oltre che in Italia, sono attive in Brasile, India e Perù; la sede generalizia è a Roma.
Alla fine del 2008 la congregazione contava 155 religiose in 28 case.